# Abbotsford (Victoria)
Pour les articles homonymes, voir Abbotsford.

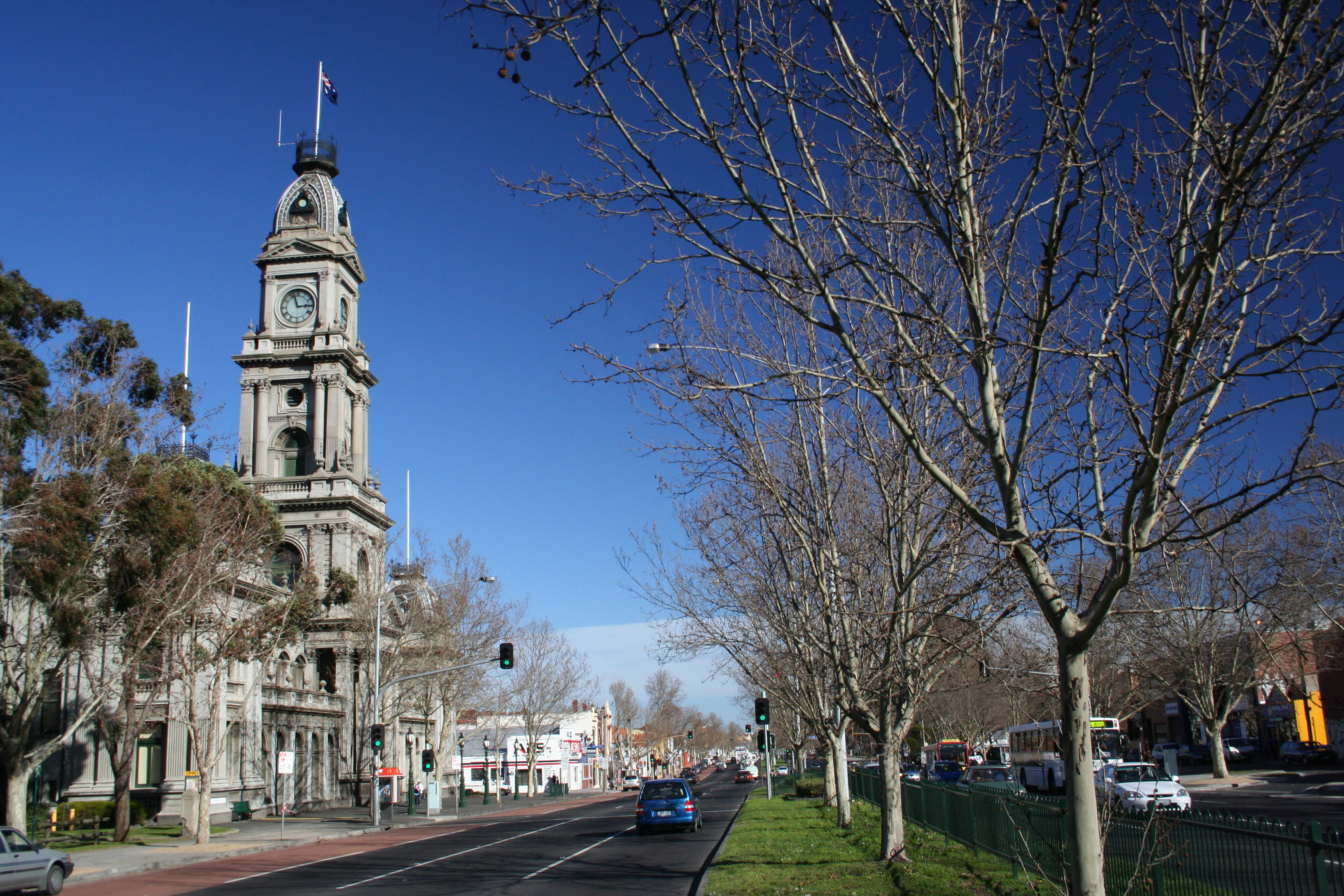
Hoddle Street l'artère principale qui sépare Abbotsford (à gauche) et Collingwood (à droite).

Abbotsford est une localité australienne de l'État du Victoria. C'est un quartier de l'agglomération de Melbourne, situé dans la zone d'administration locale de la ville de Yarra, au nord-est du centre ville de Melbourne (en).

## Toponymie
Abbotsford, littéralement : le « gué (ford) des abbés (abbots) », désignait une ancienne propriété locale de John Orr, elle-même nommée d'après un gué du fleuve écossais Tweed, utilisé par les habitants de l'abbaye de Melrose.

## Histoire
À l'arrivée des Occidentaux, le territoire était sporadiquement occupé par des Aborigènes Wurundjeri.
Par la suite, ce territoire fut habité par des immigrés anglais et aussi par beaucoup d'Irlandais. Après la Seconde Guerre mondiale, des communautés qui venaient de Grèce, d'Italie, de la Chine et du Viêt Nam ont commencé à s'installer dans le quartier. Aujourd'hui, des communautés venant d'Afrique et du Moyen-Orient sont présentes. La communauté vietnamienne est encore actuellement très présente comme dans Victoria Street qui est aussi appelée Little Saigon.

## Transport
Abbotsford est desservie par deux gares du réseau ferré de banlieue de Melbourne, exploité par la compagnie Metro Trains Melbourne : la gare de Collingwood (en) qui dessert le centre de la localité et la gare de Victoria Park (en) qui dessert le nord de la localité et le stade de Victoria Park (en). Ces gares sont toutes deux sur le tronc commun aux lignes de Mernda (en) et de Hurstbridge (en), en zone tarifaire 1.
Le tramway de Melbourne, ligne 12 (en) et ligne 109 comprennent Victoria Street.

## Galerie

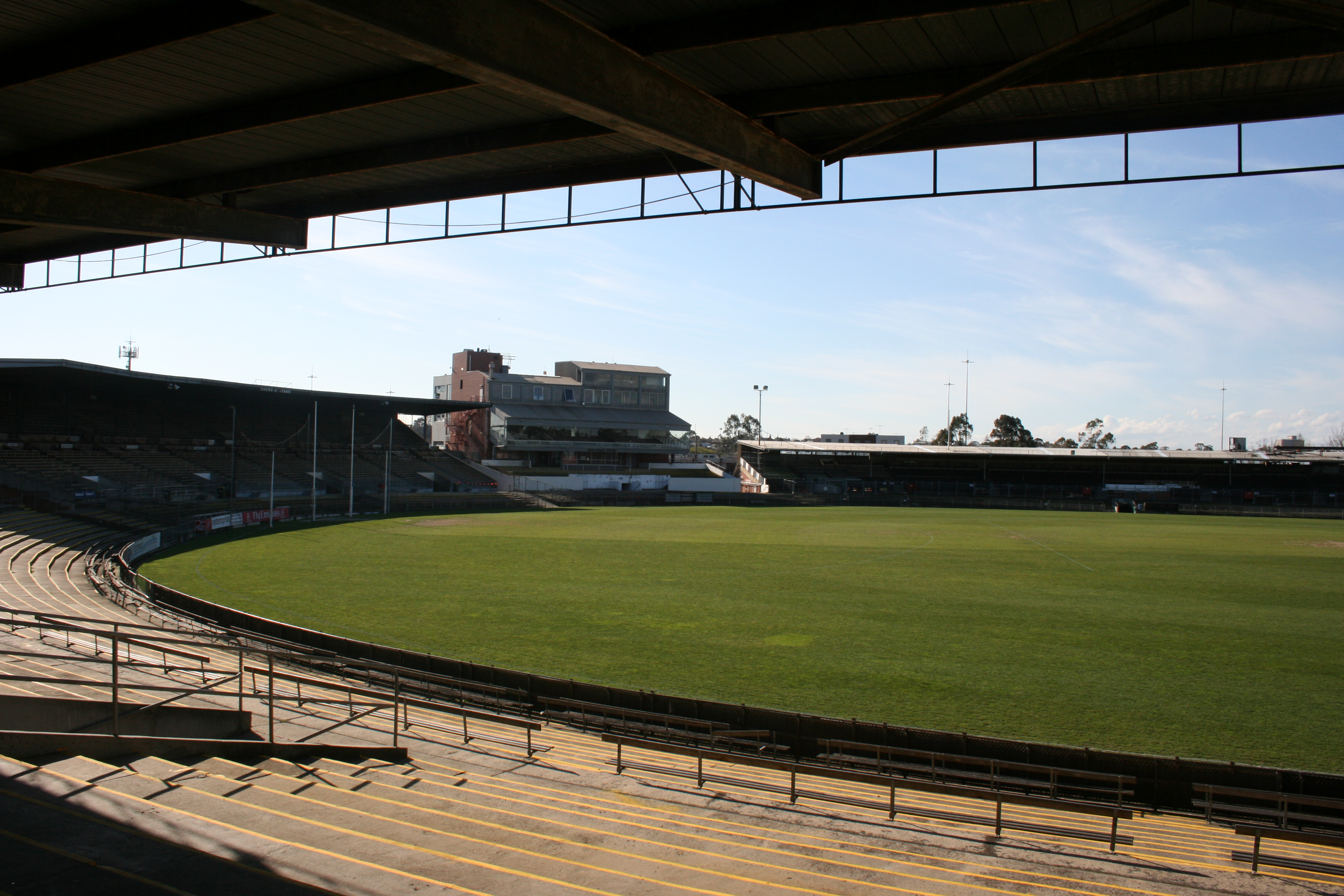
Victoria Park
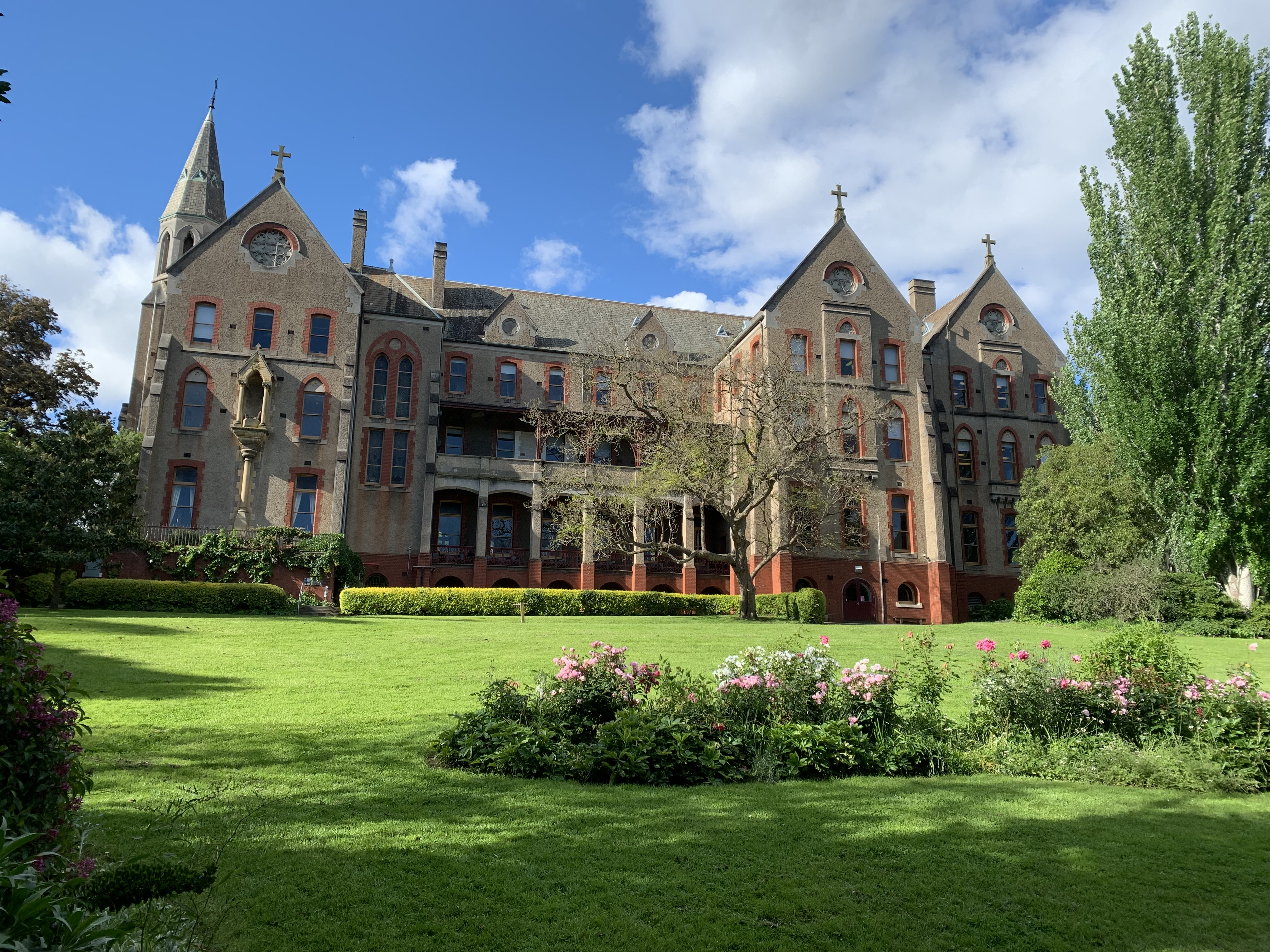
Couvent d'Abbotsford, bâtiment principal
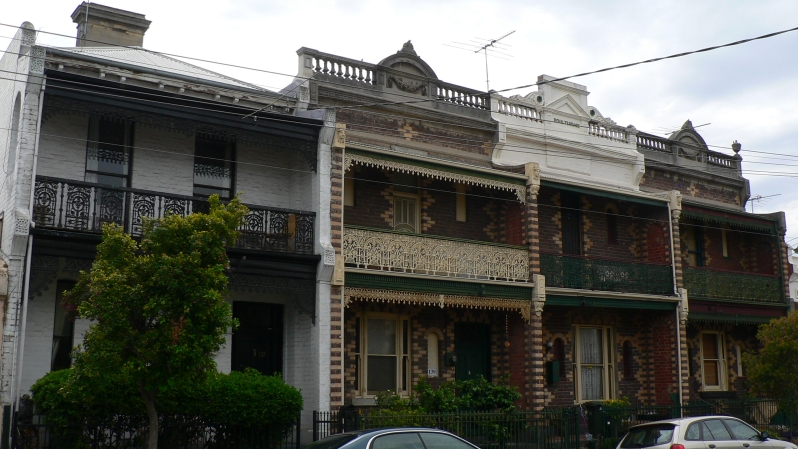
Maisons typiques en « terrasse » à deux étages, dans Charles Street

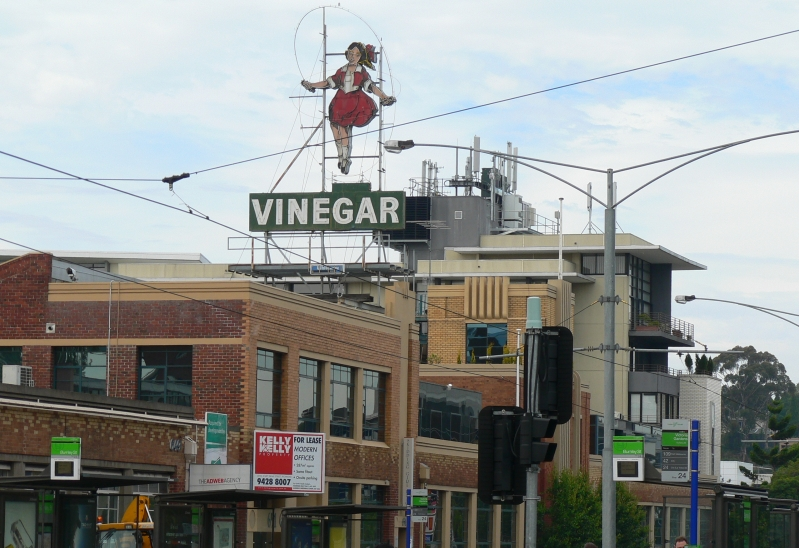
La célèbre enseigne « Skipping Girl Vinegar » (Audrey) sur Victoria Street
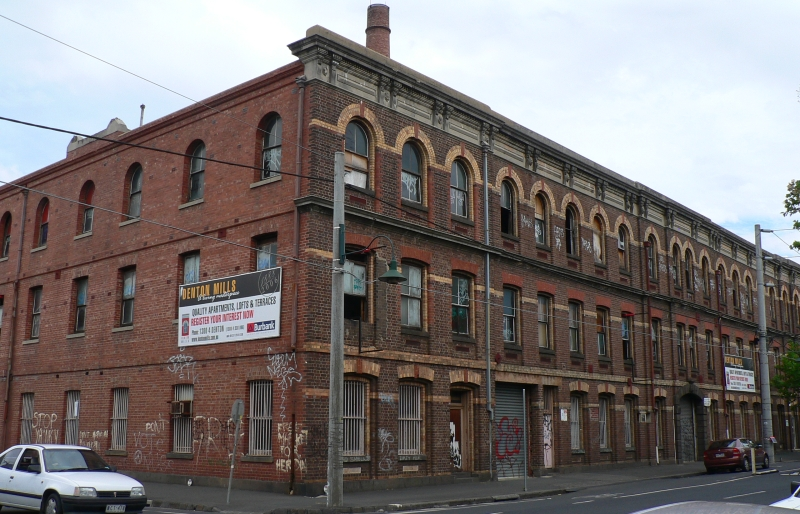
Denton Hat Mills
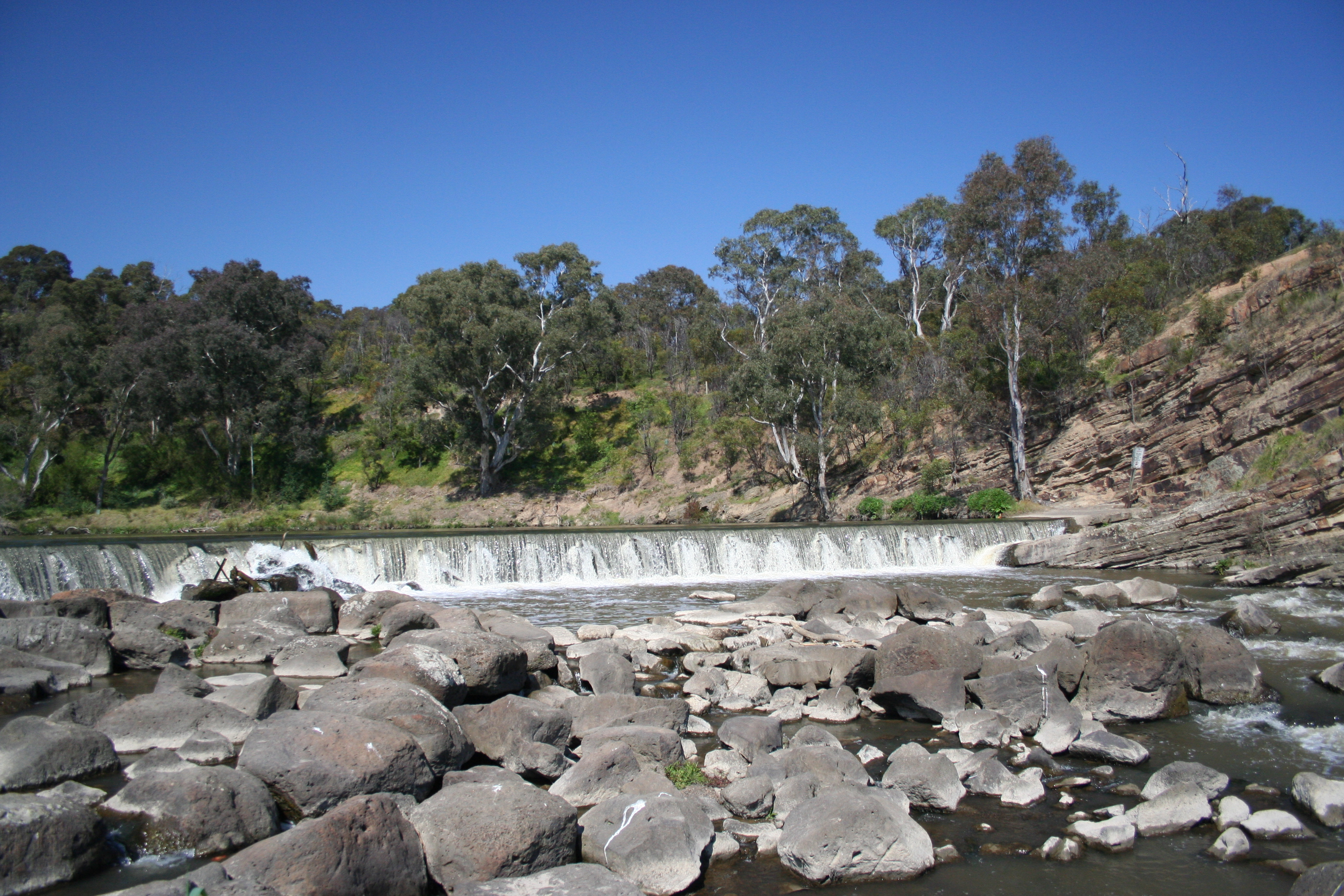
Dights Falls (chutes de Dights) sur le fleuve Yarra à Abbotsford

## Crédit d'auteurs
- (en) Cet article est partiellement ou en totalité issu de l’article de Wikipédia en anglais intitulé « Abbotsford, Victoria » (voir la liste des auteurs).